# Blitum atriplicinum
Blitum atriplicinum es una especie de planta fanerógama perteneciente a la familia Amaranthaceae.

## Descripción
Es una planta anual, o de vez en cuando perennifolia de corta vida, postrada o decumbente, hierba que alcanza un tamaño de 15 cm de alto. Las hojas espatuladas, elípticas a casi romboidales, con 6 cm de largo, agudas, con dientes de 0, 1 o 2 hojas caulinares subsésiles laterales. Las flores son terminales en forma de racimos axilares bisexuales. Semillas de 0.5 mm de largo.

## Distribución
La especie es originaria de Australia, y su área de distribución nativa se extiende en todo el país.

## Taxonomía
Blitum atriplicinum fue descrita por Ferdinand von Mueller y publicada en Transactions and Proceedings of the Victorian Institute for the Advancement of Science 1: 133, en 1855.

#### Etimología
Véase: Blitum
atriplicinum: epíteto latino que significa "similar a Atriplex".